# Pokédex

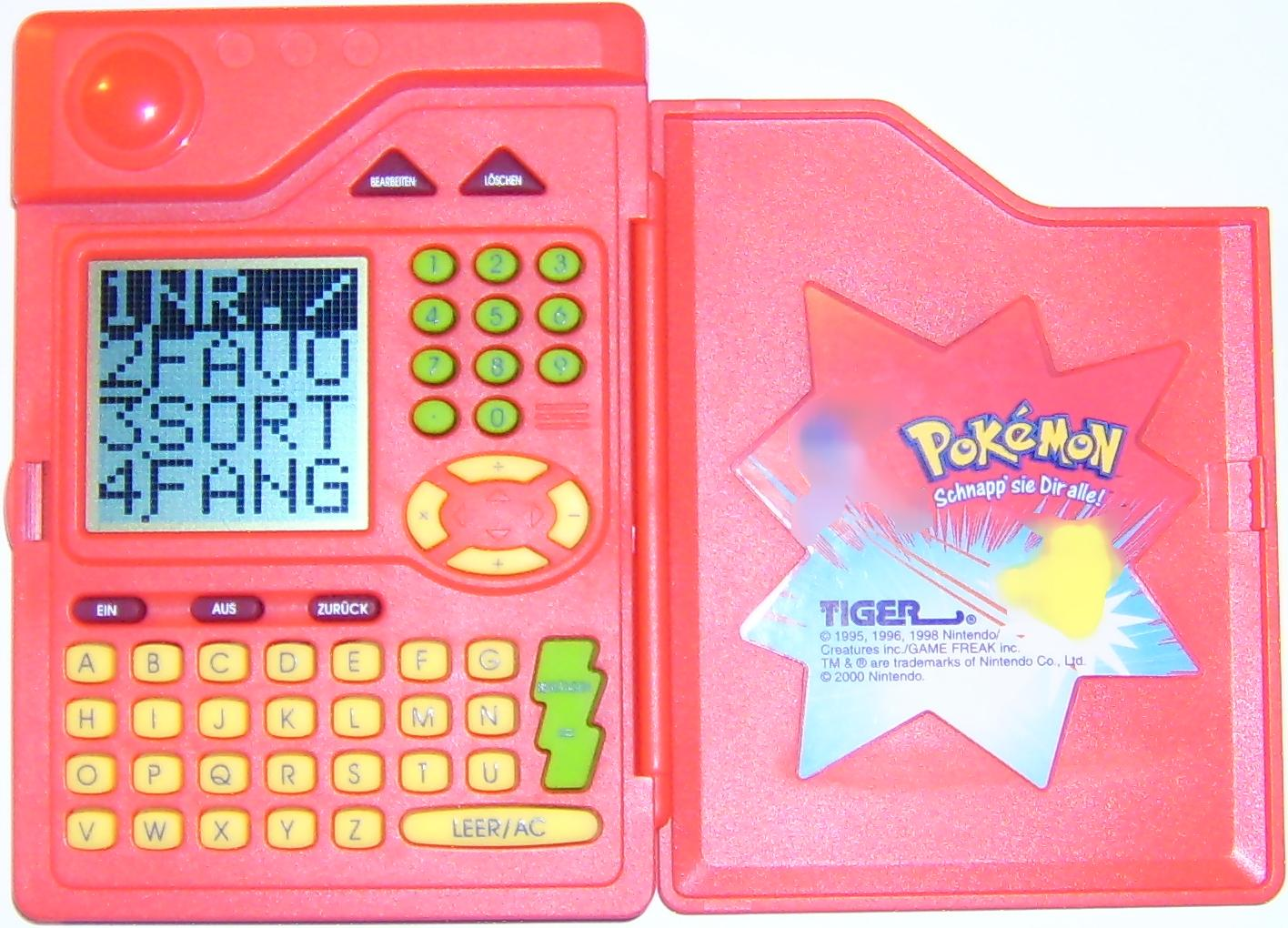
Première version commercialisée du Pokédex.

Le Pokédex, en japonais ポケモン図鑑 (se lisant Pokémon Zukan), signifiant   « Encyclopédie Pokémon» est un objet technologique fictif de l'univers Pokémon : il s'agit d'une encyclopédie recensant les créatures fictives connues éponymes. Il permet d'enregistrer les informations sur les Pokémon. Dans les jeux vidéo Pokémon, le but du joueur est de compléter le Pokédex en capturant l'ensemble des 1025 espèces de Pokémon réparties en neuf générations bien qu'en réalité, il ne soit jamais possible d'attraper l'ensemble de ces Pokémon dans un même jeu de la licence.

## Présentation générale
Reçu au début de l'aventure, il permet d'identifier les Pokémon rencontrés ou capturés. Le joueur peut aussi voir quels Pokémon ne sont pas en sa possession. Les Pokémon capturés y ont une icône de Poké Ball dans la liste à côté de leur nom. Cet outil sert également à se renseigner sur les différentes espèces et permet de connaître l'habitat naturel d'un Pokémon dans la carte de la région, savoir sa taille et son poids, voir à quoi il ressemble, savoir son type, son empreinte et écouter son cri...
Dans la liste du Pokédex, tous les Pokémon sont classés par numéro ou par ordre alphabétique. Il existe deux grands types de Pokédex : les Pokédex régionaux qui correspondent aux Pokémon répertoriés dans la région où l'on a obtenu ceux-ci ainsi que les Pokédex nationaux qui recensent tous les Pokémon connus à ce jour et les classent selon leur numéro national, ce qui a comme inconvénient de séparer les Pokémon apparentés lorsqu'ils ne sont pas tous de la même génération (ex : Roselia est un Pokémon de 3e Génération, mais son évolution Roserade et sa pré-évolution Rozbouton sont issus de la 4e Génération, dans le Pokédex national, les trois Pokémon ne se suivent donc pas).
Dans certains jeux Pokémon, le Pokédex peut être utilisé pour identifier les Zarbi, des Pokémon étranges aux formes de lettres alphabétiques.
Dans la série animée, le Pokédex suit la transformation du jeu : à Kanto c'est une Game Boy Color, à Johto et à Hoenn c'est une Game Boy Advance et à Sinnoh c'est une DS. La voix du Pokédex est masculine pour les régions de Kanto, Johto et Unys et féminine pour Hoenn, Sinnoh et Kalos. Sacha surnomme les Pokédex de Kanto et Johto « Dexter » et « Dextette » pour les voix féminines.

## But du Pokédex
L'un des buts du jeu est de remplir le Pokédex, ce qui peut être fait en attrapant un Pokémon de chaque espèce. Il n'est pas obligatoire d'avoir tous les Pokémon en sa possession: les avoir déjà vus suffit.
Par exemple, si on fait évoluer Pikachu en son évolution Raichu, le Pokédex affichera la description des deux Pokémon, ainsi qu'une Poké Ball à côté du nom, qui signifie sa capture.
Cela s'explique par le fait que le Pokédex (tel qu'énoncé par le professeur qui remet le Pokédex au début du jeu) est une encyclopédie en construction, et son but est de recueillir des informations sur chacun des Pokémon. Ainsi, il suffit d'avoir eu une fois chacun des pokémon en sa possession pour en recueillir les données.
Pour compléter le Pokédex de chacune des versions, il est nécessaire de faire des échanges avec les versions complémentaires, et parfois même antérieures, au besoin. Certain Pokémon sont en effet disponibles dans une seule version en duo. D'autres doivent être échangés pour évoluer et ainsi compléter le Pokédex.
À partir de la 3e génération (Rubis, Saphir, Émeraude, Rouge Feu et Vert Feuille et suivantes), le Pokédex est scindé en deux parties: le Pokédex « régional » (ou « local », qui comporte le nom de la région où se déroule l'aventure) et le Pokédex national. Le Pokédex régional contient les données sur les Pokémon présents dans la région dans laquelle nous nous trouvons (tous les nouveaux Pokemon d'une génération se trouvent dans le Pokédex régional mais il peut également y avoir des Pokemon d'anciennes versions s'ils sont captables dans la nouvelle), alors que le Pokédex national contient tous les Pokémon qui existent, dans les limites de la génération, selon le jeu. Ceci semble avoir été fait dans le but d'écourter la tâche du joueur, pour ne pas avoir une quête du Pokédex interminable.
À partir de la 4e génération (Diamant, Perle, Platine, Or HeartGold, Argent SoulSilver et suivantes), le but du Pokédex est partiellement altéré. Ainsi, la quête du professeur n'est plus de capturer tous les Pokémon, mais bien de voir chacune des espèces. Cela peut s'expliquer par le nombre très élevé de créatures (493 en cette 4e génération). Bien entendu, le choix ou non de capturer chaque créature revient au joueur, et capturer tous les Pokémon devient alors un excellent et fastidieux défi.

## Évolution au cours des différentes versions de jeux Pokémon
- Vert, Rouge et Bleu

Les versions Vert, Rouge et Bleu sont les premières versions Pokémon, sorties sur Game Boy. Elles comportent 151 créatures.
- Jaune

La version Jaune est une amélioration des versions Vert, Rouge et Bleu, et est sortie sur Game Boy Color. Cependant, il n'y a pas de modifications notables et ce Pokédex contient également 151 Pokémon.
- Or et Argent

Les versions Or et Argent, sur Game Boy Color, amènent 100 nouvelles créatures (considérées comme étant la deuxième génération), pour un total de 251. L'ordre des Pokémon est conservé.
- Cristal

Amélioration de Or et Argent, Cristal sort sur Game Boy Color et présente également 251 créatures. L'ordre y est aussi préservé.
- Rubis et Saphir

La nouvelle et troisième génération, sortie sur Game Boy Advance, ajoute 135 nouveaux Pokémon, mais également une nouvelle division dans le Pokédex : le Pokédex est maintenant scindé entre le Pokédex « régional » (ou local) et le Pokédex national. Ainsi, le Pokédex régional comporte 202 créatures, certaines nouvelles, d'autres anciennes mais toutes capturables dans la région du jeux, et est pour ainsi dire le seul Pokédex possible d'obtention dans le jeu avant d'avoir effectué un échange avec l'une des versions Émeraude, Rouge Feu et Vert Feuille, au choix. Il faut cependant que l'autre joueur ait le Pokédex national dans son jeu.
Dès qu'un tel échange a eu lieu, les données du Pokédex national sont envoyées dans la cartouche de jeu et il est alors possible d'avoir 386 Pokémon.
- Émeraude

La version Émeraude est l'amélioration des versions Rubis et Saphir et est également sortie sur Game Boy Advance. Le premier Pokédex obtenu peut recueillir les données des 202 Pokémon des jeux initiaux. La différence majeure est que le Pokédex national est disponible dans le jeu et ce, sans faire d'échanges avec d'autres versions. Le professeur en fait cadeau au joueur après que la ligue eut été défaite. Il est possible d'y obtenir les données des 386 Pokémon.
- Rouge Feu et Vert Feuille

Remake des versions Rouge et Bleu, ces versions lancées sur Game Boy Advance comportent un Pokédex de 151 Pokémon. Cependant, après avoir battu la ligue et après avoir au moins 60 Pokémon dans son premier Pokédex, le Pokédex national est remis au joueur, qui peut alors collectionner les 386 Pokémon.
- Diamant et Perle

Le Pokédex régional de ces versions sorties sur Nintendo DS contient 151 Pokémon, certains nouveaux, d'autres non. Après avoir au moins vu une fois chacune des 150 premières de ces créatures et d'avoir battu la ligue Pokémon, le professeur remet au joueur le Pokédex national, qui permet d'atteindre 493 Pokémon. Avec plus de 107 nouveaux Pokémon. Il est à noter qu'une partie des nouveaux Pokémon de la quatrième génération ne peuvent être vus qu'après l'obtention du Pokédex national, puis qu'ils sont l'évolution de Pokémon qui n'étaient pas disponibles dans le Pokédex régional.
- Platine

Platine est l'amélioration des versions Diamant et Perle sortie sur Nintendo DS. Le Pokédex a cependant plusieurs différences avec ces versions. Le Pokédex régional contient cette fois 210 Pokémon qu'il est nécessaire de voir pour l'obtention du Pokédex national, souvent nouveaux, parfois non. La différence du nombre de Pokémon avec Diamant et Perle vient du fait que le Pokédex régional contient cette fois presque tous les Pokémon de la quatrième génération ainsi que leurs pré-évolutions respectives. Après avoir au moins vu chacun des 210 Pokémon, le Pokédex national est remis au joueur et les 493 Pokémon peuvent alors être recueillis.
- HeartGold et SoulSilver

Remake sur Nintendo DS des versions Or et Argent. Le Pokédex régional contient 256 Pokémon, dont cinq sont l'évolution de Pokémon présents dans les versions originales du jeu. Le Pokédex national (contenant 493 Pokémon) sera remis au joueur au port d'Oliville après avoir battu la ligue Pokémon.
- Noir et Blanc

Le Pokédex régional de ces versions, également sorties sur Nintendo DS, comporte 156 Pokémon qui ont la particularité d'être tous de nouveaux Pokémon (qui font partie de la cinquième génération). Le Pokédex national est disponible après avoir défait N et Ghetis, et atteint 649 Pokémon, dont plus de la moitié peuvent être obtenus sans l'aide d'une autre cartouche.
- Noir 2 et Blanc 2

Le Pokédex régional de cette suite contient près de 300 Pokémon, toutes générations confondues.
- X et Y

Le Pokédex régional de ces deux versions comporte 454 Pokémon, ce qui en fait le Pokédex régional le plus complet à ce jour. De plus, 72 nouveaux Pokémon ont été ajoutés dans ces deux opus avec un total de 721 Pokémon.
- Omega Rubis et Alpha Saphir

Le Pokédex régional de ces deux versions comporte 211 Pokémon.
- Soleil et Lune

Le Pokédex régional de ces deux jeux Pokémon est donné par le professeur Euphorbe de la région d'Alola. 81 nouveaux Pokémon avec plus de 802 au total.
- Ultra-Soleil et Ultra-Lune

Le Pokédex contient toujours les mêmes facultés du premier opus, mais avec un mise à jour de 5 nouveaux Pokémon avec un total de 807.
- Let's Go, Pikachu et Let's Go, Évoli

Le Pokédex reprend les 151 Pokémon de la première génération. Deux nouveaux Pokémon de la septième génération apparus pour la première fois dans Pokémon Go apparaissent dans le jeu.
- Épée et Bouclier

96 nouveaux Pokémon de huitième génération apparaissent en comptant les DLC.
- Écarlate et Violet

La neuvième génération apporte actuellement 120 nouveaux Pokémon.

## Logiciels Pokédex

### Pokédex 3D
Pokédex 3D est un logiciel téléchargeable gratuitement sur le eShop pour Nintendo 3DS. Il s'agit d'un Pokédex présentant les 156 Pokémon de Pokémon Noir et Blanc en trois dimensions ainsi que les informations les concernant. Seuls quelques Pokémon étaient disponibles à l'origine, les autres devaient être débloqués au moyen de codes QR ou des fonctionnalités StreetPass ou SpotPass de la Nintendo 3DS. Il a été remplacé par Pokédex 3D Pro sur le eShop le 17 juin 2012 au Japon et le 1er octobre 2012 en Occident.

### Pokédex 3D Pro
Pokédex 3D Pro reprend le principe de Pokédex 3D mais présente désormais l'ensemble des Pokémon, y compris des générations précédentes. Annoncé le 21 avril 2012, il est disponible en téléchargement à partir du 14 juillet au Japon et du 8 novembre en Occident. L'application est désormais payante et tous les Pokémon y sont directement disponibles (excepté les 2 derniers qui sont obtenables par mot de passe). On retrouve un total de 649 Pokémon.

### Pokémon Home
Logiciel gratuit téléchargeable sur la Nintendo Switch, Pokémon Home est compatible avec des jeux tels que Pokémon Go ou Légendes Pokémon Arceus, avec lesquels les Pokémon peuvent être déplacés d'un jeu à l'autre, afin de compléter le Pokédex. Une version payante existe. En cadeau, Pikachu est donné par un certain Boball pour commencer le Pokédex. Il est dans une Poké Ball bleu très clair.